# النقعة (الحد)

تعديل مصدري - تعديل

النقعة هي إحدى قرى عزلة الحد بمديرية الحد التابعة لمحافظة لحج، بلغ تعداد سكانها 238 نسمة حسب تعداد اليمن لعام 2004.